# Еталон смереково-букового насадження (Бистрицьке лісництво, кв. 69, вид. 11)
Еталон смереково-букового насадження — ботанічна пам'ятка природи місцевого значення. Об'єкт розташований на території Надвінянського району Івано-Франківської області, Бистрицьке лісництво, квартал 69, виділ 11.
Площа — 1,9000 га, статус отриманий у 1972 році.